# Euplexia iorrhoa
Euplexia iorrhoa är en fjärilsart som beskrevs av Edward Meyrick 1902. Euplexia iorrhoa ingår i släktet Euplexia och familjen nattflyn. Inga underarter finns listade i Catalogue of Life.